# Мориц Алфонс Щюбел
Мориц Алфонс Щюбел (на немски: Moritz Alphons Stübel) е германски изследовател, геолог и вулканолог.

## Биография

### Произход и ранни години (1835 – 1868)
Роден е на 26 юли 1835 година в Лайпциг, Германия. Завършва химия и минералогия в Лайпцигския университет. Първите си пътешествия предприема по вулканите на островите Зелени нос, Мадейра, Санторин и Канарските острови.

### Изследователска дейност в Южна Америка (1868 – 1877)
От 1868 до 1876 година, заедно с Вилхелм Райс, изследва високопланинските вулкански райони на Южна Колумбия и Еквадор. Изследва средните участъци на Източните Кордилери в Колумбия. През 1869 година изследва Централните Кордилери (между реките Каука на запад и Магдалена на изток). През 1870 – 1872 година изследва вулканите в Северен Еквадор, като изкачва вулкана Чимборасо (6262 м), а през 1873 година – Котопахи (5897 м). През 1872 – 1874 година изследва провинция Риобамба в Еквадор. През октомври 1874 година от Гуаякил стига до Каляо, а през 1875 година тръгва на север към Пакасмайо, където провежда археологически разкопки. От там продължава на изток, като пресича Централните Кордилери на Перуанските Анди и по реките Майо, Уаляга, Мараньон и Амазонка през 1876 се спуска до Белен.
От Белен, вече самостоятелно по море, стига до Буенос Айрес. Пресича Южна Америка от Буенос Айрес до Сантяго де Чиле. От там продължава на север, достига до оазиса Такна (в най-южната част на Перу), от където се изкачва в Централноандийската Пуна и изследва вулканите в хребета Кордилера Реал, простиращ се на югоизток от езерото Титикака и масива Илямпу (6882 м). През 1877 година през САЩ се завръща в Германия.
Освен геоложки и вулканоложки изследвания Щюбел и Райс извършват множество точни астрономически измервания, чрез които значително подобряват картата на Южна Америка. Паралелно с това провеждат метеорологични наблюдения, етнографски, археоложки и зооложки изследвания. Всичкия събран от тях материал се пази в етнографския музей в Лайпциг.

### Следващи години (1877 – 1904)
След завръщането си Щюбел и Райс и издават няколко обемисти тома за изследваните от тях вулкани, които не са загубили своето значение и актуалност: „Skizzen aus Ecuador“ (Berlin, 1886), „Indianertypen aus Ecuador und Colombia“ (Berlin, 1888), „Kultur und Industrie südamerikanischer Völker“ (B.1 – 2, Berlin, 1889), „Die Vulkanberge von Ecuador geologisch-topographisch aufgenommen und beschrieben“ (1897).
Умира на 10 ноември 1904 година в Дрезден, Германия, на 69-годишна възраст.